# Jack Picken
Jack Picken (Hurlford, 1880 – Plymouth, 31 luglio 1952) è stato un calciatore scozzese, di ruolo attaccante.

## Carriera
Gioca nel Bolton e nel Plymouth prima di arrivare al Manchester United nel 1905. In particolare nella sua esperienza a Plymouth mantiene una media reti/partita pari a 0,53. Esordisce con l'United il 2 settembre 1905 contro il Bristol City (5-1), andando in gol. In seguito decide le partite contro Hull City (1-0), Leyton Orient (4-0, doppietta), Grimsby Town (5-0, doppietta), Staple Hill (7-2, doppietta in FA Cup), Glossop (5-2, doppietta), Aston Villa (5-1, tripletta in FA Cup), Hull City (5-0, doppietta), Chesterfield (4-1, tripletta), Leicester City (5-2, tripletta) e Burton United (6-0, doppietta), contribuendo alla conquista del secondo posto, e della conseguente promozione in First Division, da parte del Manchester United. Termina la sua prima stagione, che è anche la più prolifica del suo lustro a Manchester, segnando 25 reti in 37 incontri e rendendosi autore di sei doppiette e di tre triplette.
Nelle stagioni seguenti il rendimento di Picken cala: sigla 21 marcature in 85 sfide. Tra le altre, è decisivo contro Stoke City (4-1, doppietta), Sheffield United (1-0), Middlesbrough (4-1, poker) e Arsenal (5-0, doppietta).
Chiude la sua esperienza all'United potendo vantare 122 presenze e 46 gol in sei stagioni, vincendo il titolo inglese nel 1908 e nel 1911, la FA Cup del 1909 e la Charity Shield nel 1908.
Nel dicembre del 1911 si trasferisce al Burnley, giocando fino al 1913: sigla 10 reti in 18 incontri di campionato. Infine si trasferisce al Bristol City, dove conclude la carriera nel 1915.

## Palmarès

### Club

#### Competizioni nazionali
- Campionato inglese: 3

Manchester United: 1907-1908, 1910-1911
- Charity Shield: 1

Manchester United: 1908
- Coppa d'Inghilterra: 2

Manchester United: 1908-1909